# Hemrikerverlaat (buurtschap)
Hemrikerverlaat (Fries: Himrikerferlaat) is een buurtschap in de gemeente Opsterland, in de Nederlandse provincie Friesland. Het ligt ten zuiden van Hemrik, waaronder het ook formeel valt. 
Hemrikerverlaat is ontstaan tijdens het graven van de Opsterlandse Compagnonsvaart waarin een schutsluis (verlaat) werd gebouwd, deze verlaat heet ook Hemrikerverlaat. Vaartuigen die de Turfroute volgen komen er langs.
De buurtschap ligt aan beide kanten van de Opsterlandse Compagnonsvaart tussen Vosseburen en Wijnjeterpverlaat. De Berchlaene verbindt de buurtschap met het dorp Hemrik.

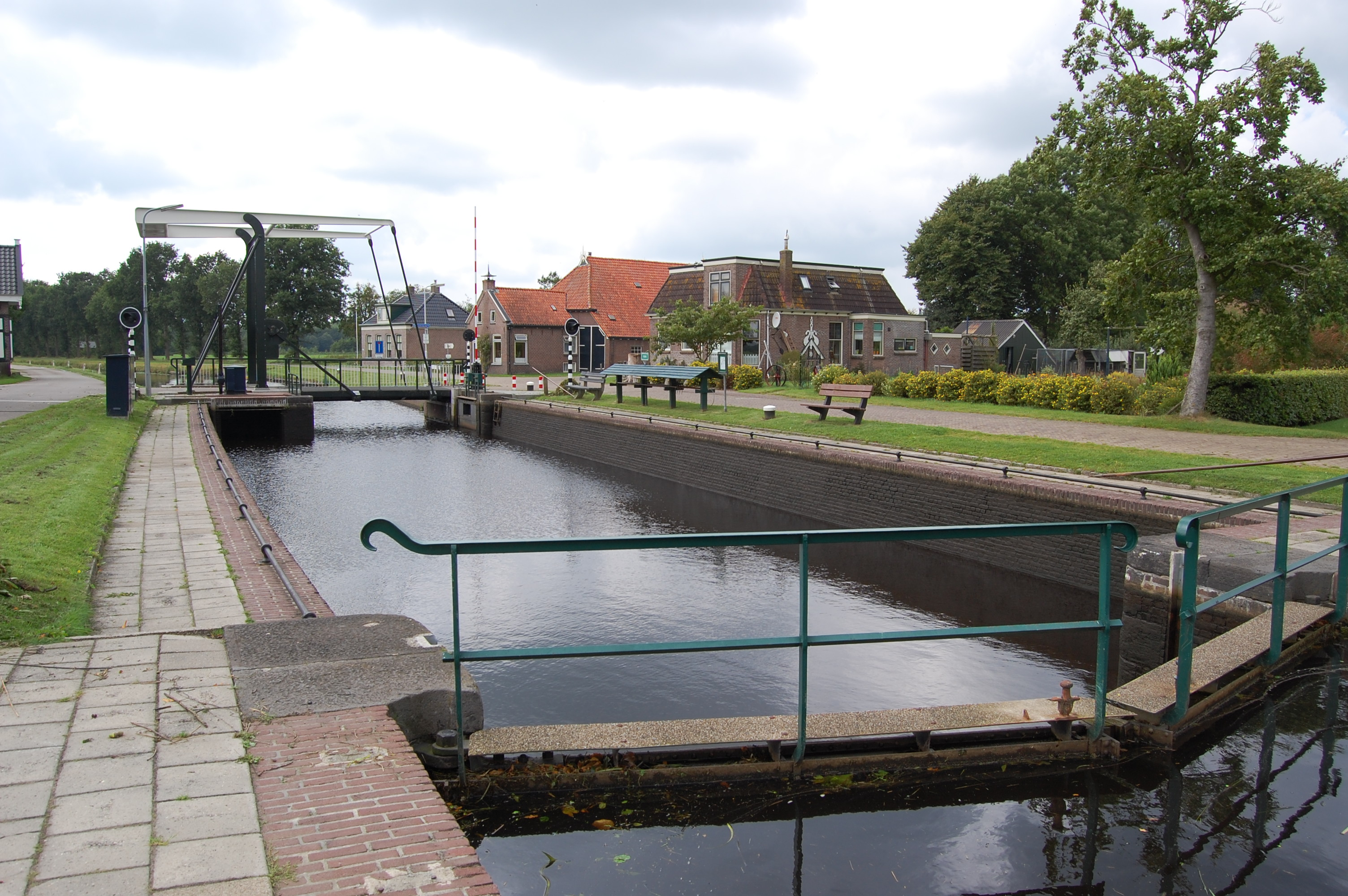
De sluis in Hemrik
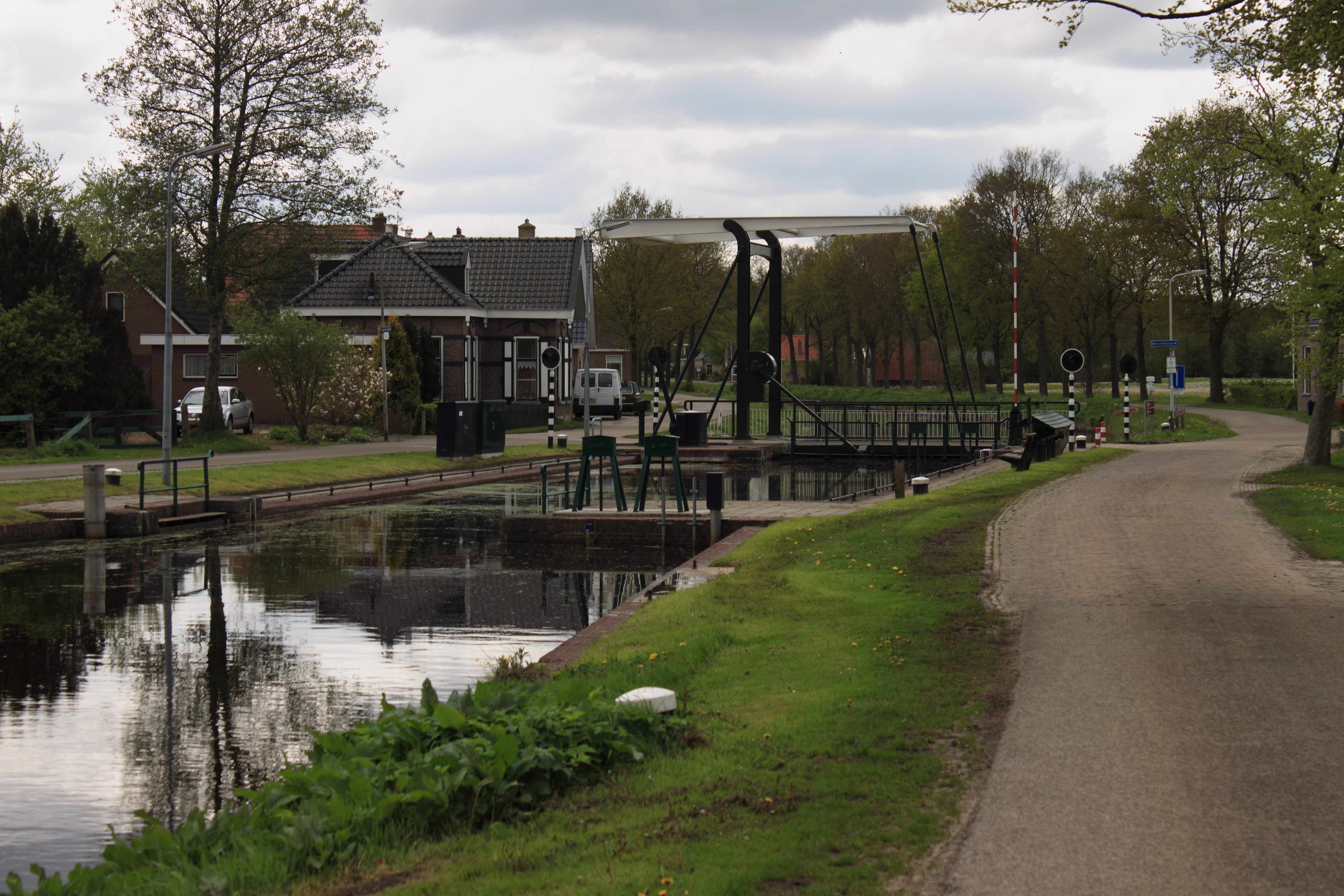
Opsterlandse Compagnonsvaart

Dorpen: Bakkeveen · Beetsterzwaag · Drachten-Azeven · Frieschepalen · Gorredijk · Hemrik · Jonkersland · Langezwaag · Lippenhuizen · Luxwoude · Nij Beets · Olterterp · Siegerswoude · Terwispel · Tijnje · Ureterp · Waskemeer (klein deel) · Wijnjewoude

Buurtschappen: Allardsoog (deels) · Haneburen · Hanebuurt · Heidehuizen · Hemrikerverlaat · Klein Groningen · Kooibos · Kortezwaag · Moskou (deels) · Nieuwe Vaart · Oosterend · Oud Beets · Petersburg (deels) · Rolbrug · Selmien · Sparjebird · Uilesprong · Ureterp aan de Vaart · Voorwerk · Vosseburen · Welgelegen (deels) · Wijngaarden · Wijnjeterpverlaat

Friesland: Steden en dorpen      Nederland: Provincies · Gemeenten